# 薤露行
『薤露行』（かいろこう）は、日本の小説家・夏目漱石（1867年 - 1916年）が、1905年（明治38年）に発表した短編小説。アーサー王物語を題材にした創作としては日本初の作品であり、円卓の騎士ランスロットをめぐる3人の女性の運命を描く。本作のテーマをめぐっては後年、文芸評論家の江藤淳（1932年 - 1999年）と小説家・評論家の大岡昇平（1909年 - 1988年）との間に論争が起こっている。

## 執筆と文体

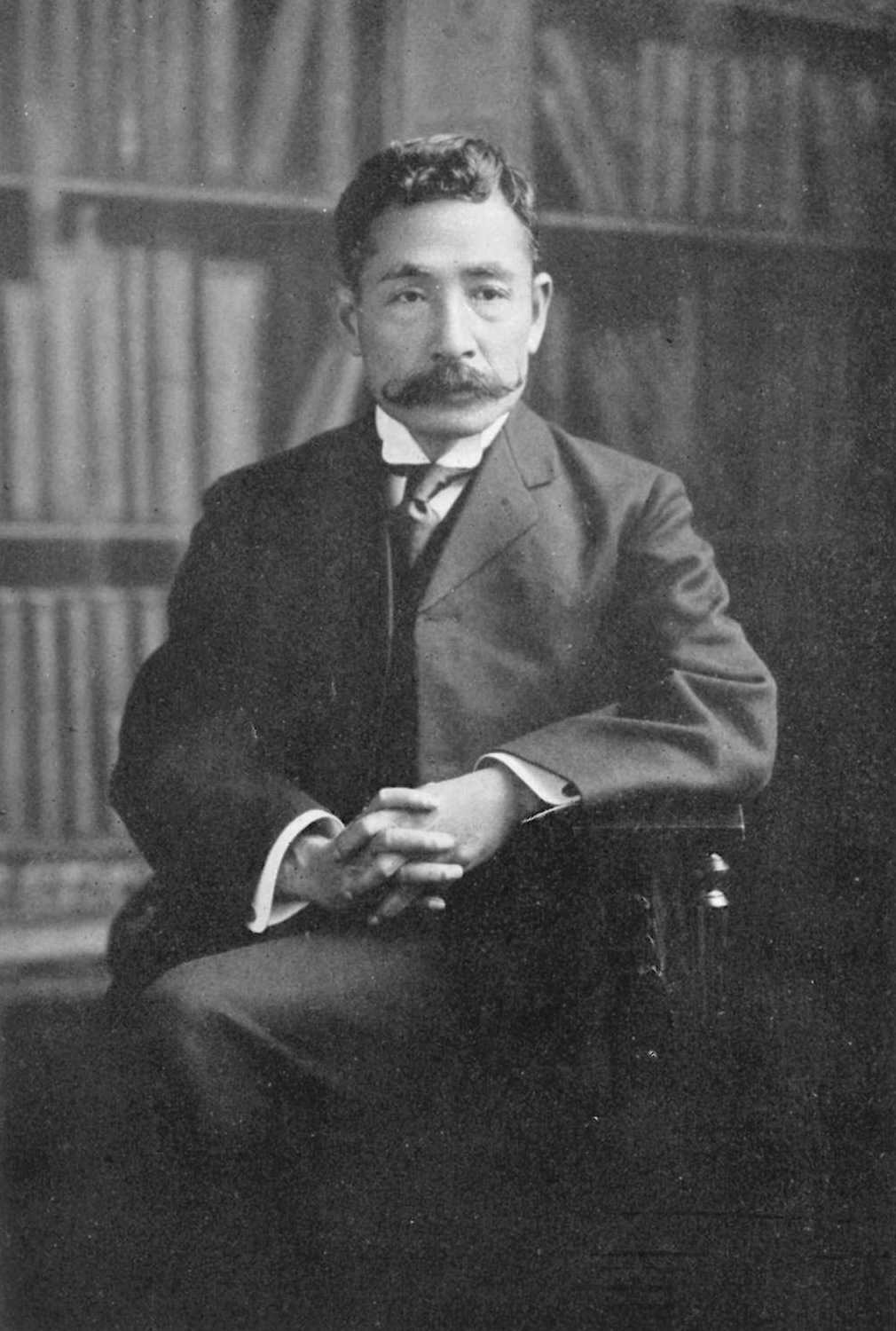
夏目漱石（1910年）

執筆時期は、おそらく1905年（明治38年）9月上旬から中旬にかけてで、雑誌「中央公論」9月号に漱石の短編小説『一夜』が発表された直後と推測される。これに先立つ同年1月には、雑誌「ホトトギス」に掲載された『吾輩は猫である』が好評を得て連載となっていた。漱石がイギリス留学から帰国して約2年後、38歳のときである。
『薤露行』は「中央公論」11月号において発表された。『薤露行』と並んで掲載されたのは、幸田露伴『付焼刃』、泉鏡花『女客』、中村春雨『岸の灯』であり、江藤によれば、この時点で漱石はすでに一流作家として遇されていたとする。翌1906年5月には、『薤露行』を含む7つの短編をまとめた『漾虚集』が刊行された。漱石の著書としては、『吾輩は猫である（上）』（1905年10月刊）に続く2冊目となる。
『薤露行』が掲載された「中央公論」11月号の前ページ余白には「作者の苦心と編者の苦心」という短文が置かれており、これには「漱石氏に至っては大方ならぬ苦心をされて、一七日間客を絶って苦吟されたと聞いて居る。」と記されていた。「一七日間」とは「いちしちにち」つまり一週間のことであり、『薤露行』が400字詰め原稿用紙に換算しておよそ57-58枚程度の分量であることからすると、漱石は一日当たり平均8枚程度の割合でこの作品を書いたことになる。
「大方ならぬ苦心」について、漱石は1906年7月18日付小宮豊隆に宛てた手紙で本作について「しかしあんなものは発句を重ねていくような心持ちで骨が折れて行かない」と述べており、和歌を詠むように言葉選びに苦労したことが窺える。高浜虚子に宛てた手紙にも、『吾輩は猫である』に比べて『薤露行』は5倍の労力がかかったと述べている。漱石が苦心した理由として、本作に採用した文体があった。このころ、日本の小説は現代の口語体に近い言文一致体で書かれるようになっており、「中央公論」11月号に本作と並んで掲載された他の3作はすべて言文一致体である。しかし、『薤露行』のみは漢文調を思わせる難解な擬古体で書かれており、江藤によれば「すでに反時代的になりつつあった雅文体」である。

## 構成

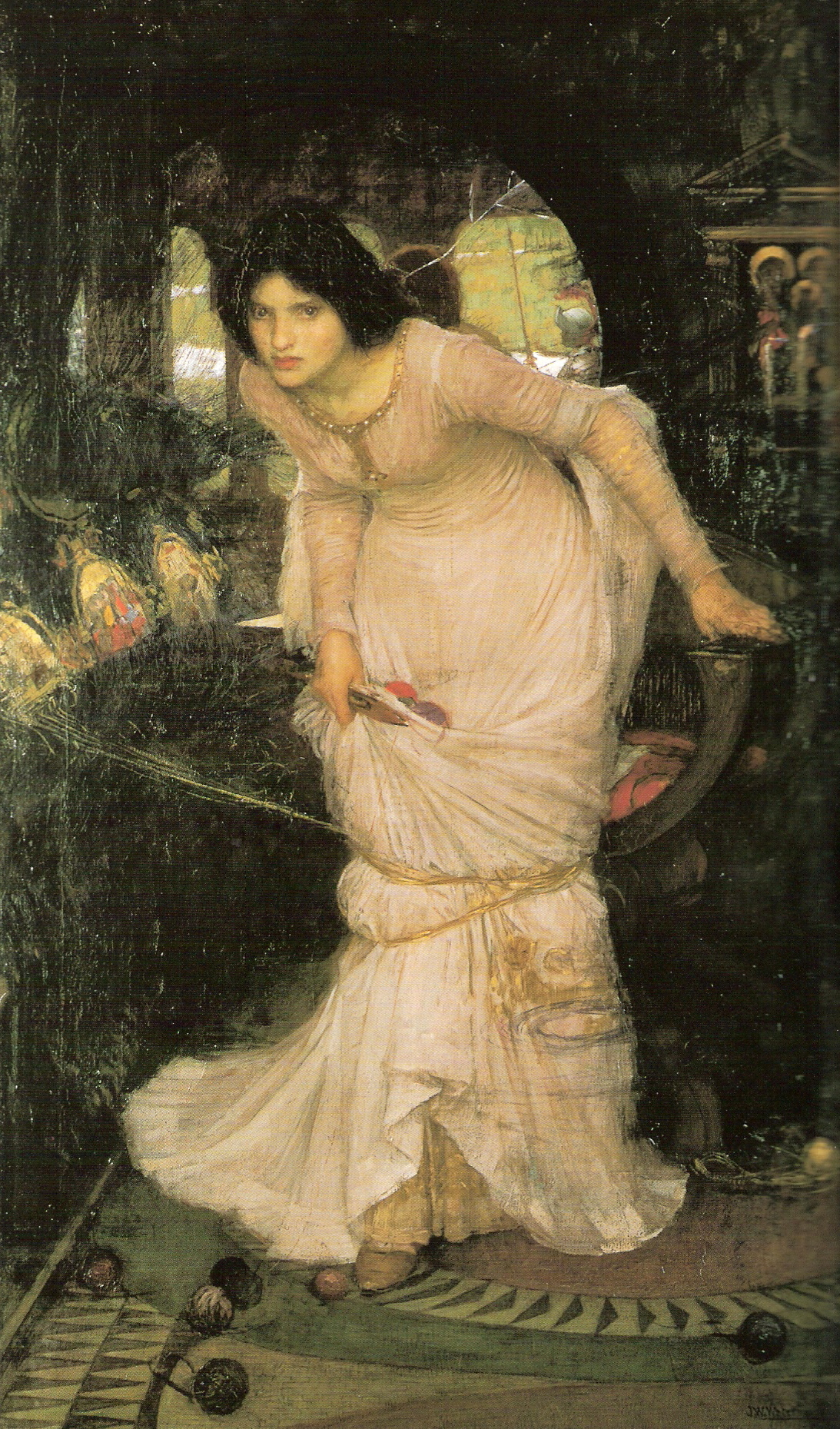
『ランスロットを見つめるシャロットの女』（ジョン・ウィリアム・ウォーターハウス画。1894年）

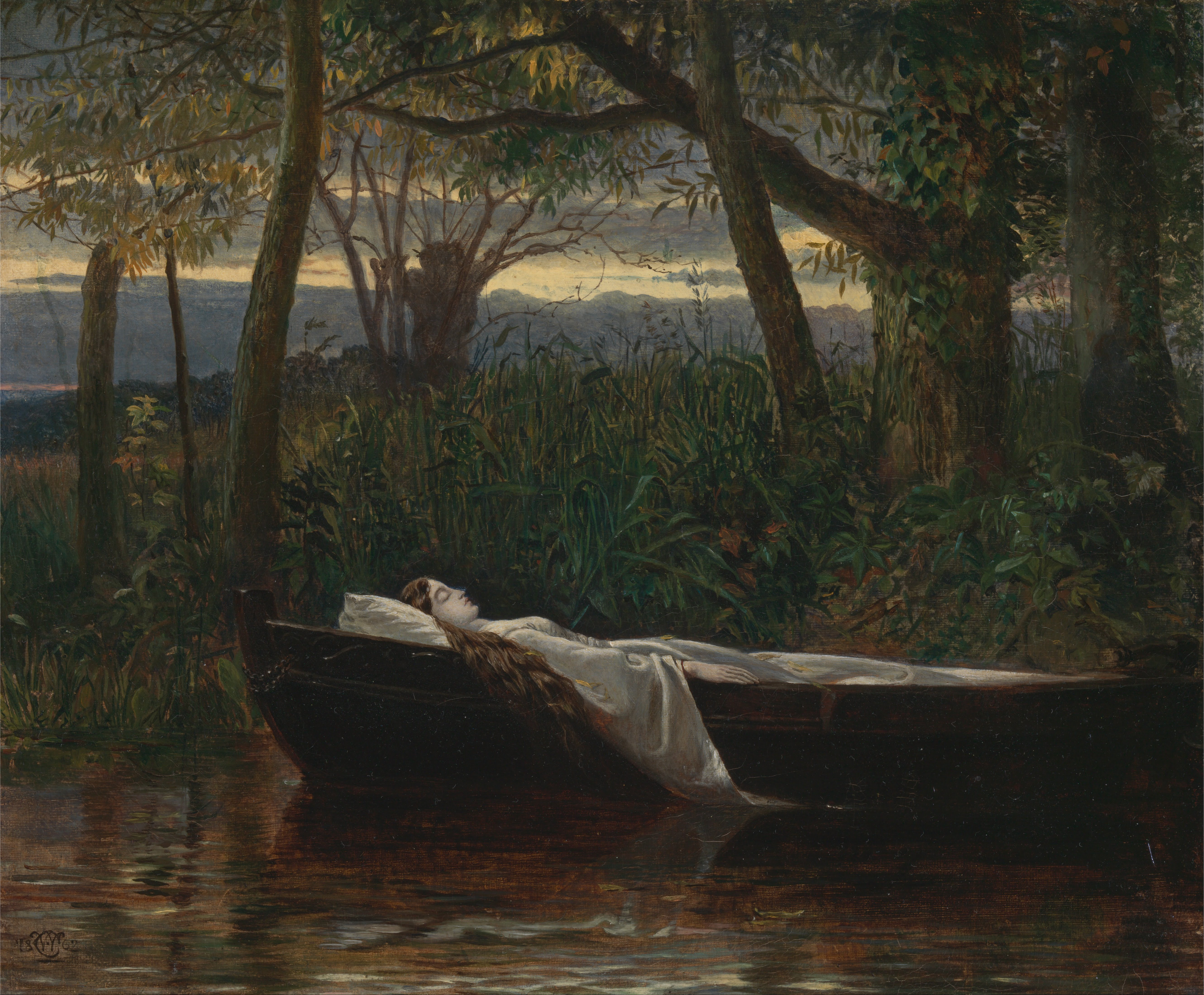
『シャロットの女』（ウォルター・クレイン画。1862年）。『薤露行』ではエレーンのエピソードとされている場面。

『薤露行』は、作者の前書きと「夢」、「鏡」、「袖」、「罪」、「舟」とそれぞれ題された5つの章からなる 。
前書きにはタイトルが付けられておらず、「マロリーのアーサー物語（『アーサー王の死』）」を元に、「テニソンのアイヂルス（『国王牧歌』）」を参考にしつつ、作者が随意に前後関係の変更や部分的な創造、性格の書き直しにより小説に近いものに改めたと述べている。なお、ここでの固有名詞の表記は、一部の例外を除いて漱石の原文にしたがった。
一 夢
カメロットの館。アーサー王は試合のため円卓の騎士とともに北に向かって発つ。病を口実にして残った騎士ランスロットは、王妃ギニヴィアと逢引する。しかし、ギニヴィアは二人の仲を疑う者がいることを告げる。さらに不吉な夢を見たとして、彼女の王冠を飾る蛇が動き出してギニヴィアとランスロットに纏わったところ、赤いバラが燃え出して二人を繋ぐ蛇を焼き切ったと語る。これを聞いて、ランスロットは試合にひとり遅れて出発する。
二 鏡
高台に立つ部屋で、シャロットの女が機を織っている。彼女は窓の外を直接見ると呪いが降りかかる運命にあり、マーリンが魔法をかけた鏡に外界を映して眺めている。その鏡の中に騎乗姿のランスロットが銀の光となって現れ、見る見る近づいてくる。女がランスロットの名を叫ぶと、ランスロットは高台を見上げ、両者の視線が鏡で交わった。女は立ち上がり、再びランスロットの名を叫んで窓のそばに駆け寄り、顔を外に突き出す。ランスロットは高台の下を駆け抜け、鏡は真っ二つに割れて粉々に砕け散る。女は倒れ、倒れながらランスロットに呪いを掛ける。
三 袖
アストラットの古城に娘のエレーンとその父親、二人の兄が暮らしていた。そこへランスロットが一夜の宿を求めて立ち寄る。ランスロットは試合への遅参をごまかすため、長兄の盾を借りて正体を隠すことにする。また彼は、父親の勧めにより次兄を従者として試合に連れて行くことを請け合う。エレーンは、ランスロットをひと目見て恋に落ちる。彼女は真紅の長衣から袖を切り取り、夜中にランスロットの寝所を訪れて、この袖を兜に付けて闘ってくれるよう訴える。戸惑うランスロットだが、盾を替え、袖を兜に飾って試合に臨めば、遅参すらも面白がってくれる者もあろうと思い直して袖を受け取り、自分の盾をエレーンに預ける。
四 罪
北の試合が終わり、騎士たちは館に帰還するが、ランスロットは戻らない。アーサー王はランスロットが兜に赤い袖をつけていたことに触れ、袖の主である「美しき少女」がランスロットを留め置いているのだろうと話し、ギニヴィアは嫉妬にかられる。さらにアーサー王はギニヴィアと出会ったときの思い出を語りだすが、そこへモードレッドら13人の騎士たちが乱入し、ギニヴィアとランスロットの密通を糾弾する。そのとき、「黒し、黒し」と叫ぶ声が響き、水門が開く音が聞こえてくる。
五 舟
アストラットに戻ってきた次兄が、ランスロットが試合で負傷し、シャロットの城の近くで治療を受けたものの姿を消したと語る。悲しみに沈むエレーンはランスロットの盾を眺め暮らすが、思いつめて絶食による死を選ぶ。遺言により、彼女の遺体は小舟に乗せて流される。小舟は白鳥に導かれてカメロットに流れ着く。水門が開き、アーサー王以下、城中の者たちが集まる。亡骸の右手に握られた手紙に気がついたギニヴィアは文を読み、「美しき少女」とつぶやいて熱い涙を注ぐ。

## 解題

### 「薤露行」の意味

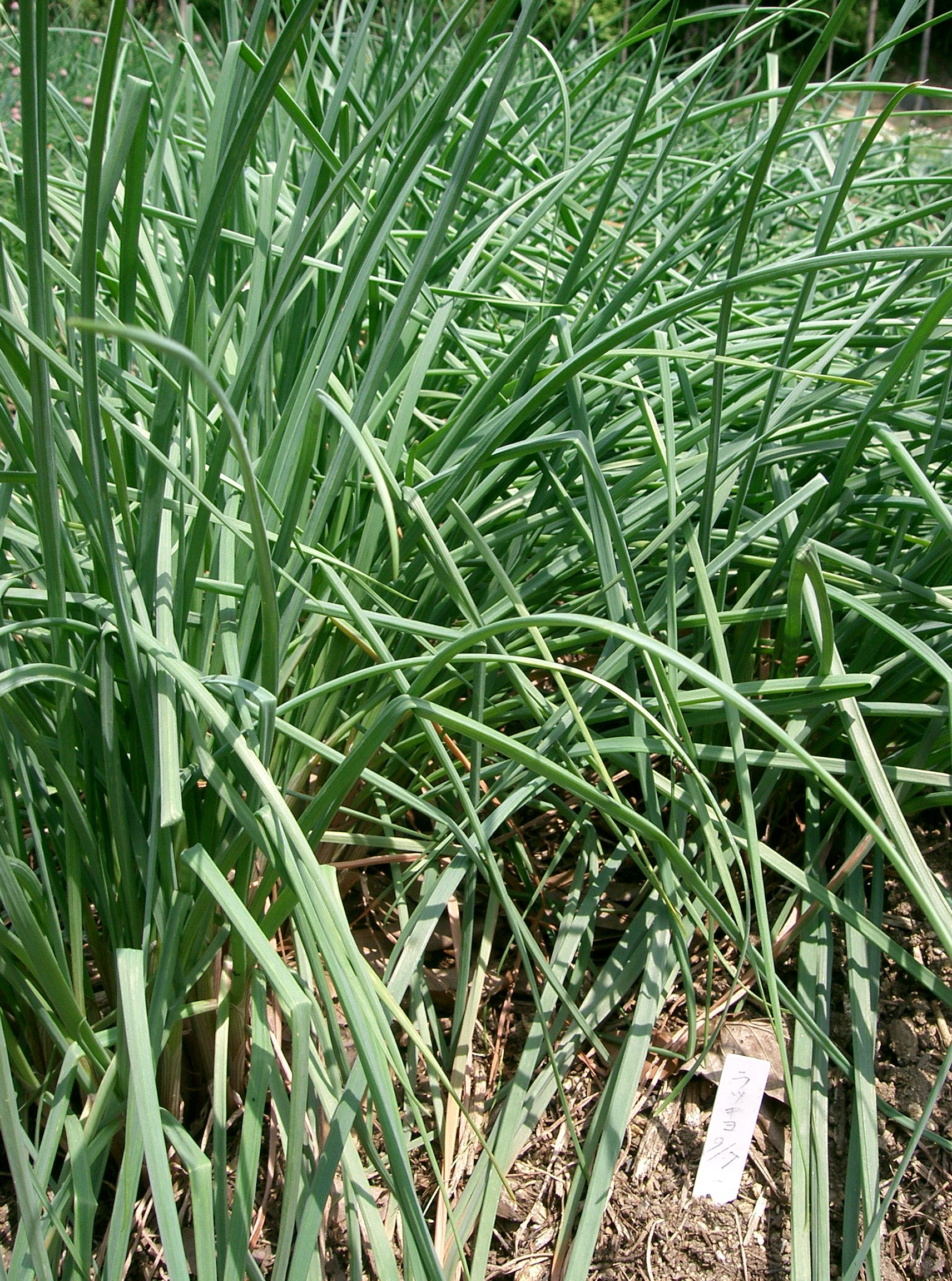
ラッキョウの葉

『薤露行』というタイトルは、発表当時から難解な印象を与えたらしく、読者から問い合わせの手紙が寄せられた。これに対して漱石は「薤露」とは中国の古楽府の題名であり、「人生は薤上の露の如く晞（かわ）き易し」から来ていると答えている。また、楽府に基づき、古詩に属すものを「行」という。
「薤露」は次のような詩である。
「薤露」は、漢の田横が自害し、その死を悼んだ門人が作った詩で、王侯貴人の喪に用いられたとされる。つまり、貴人の柩を送る挽歌である。
詩の前半、薤は一般的にはニラを意味するが、中国ではラッキョウのことである。薤の葉は幅が狭く、露がとどまりにくく乾きやすい。このことから、住みにくい世に生きる命の儚さの比喩になっている。後半では、自然の循環・再生力に対比して人の命の直線性を語っている。

### アーサー王物語との関連

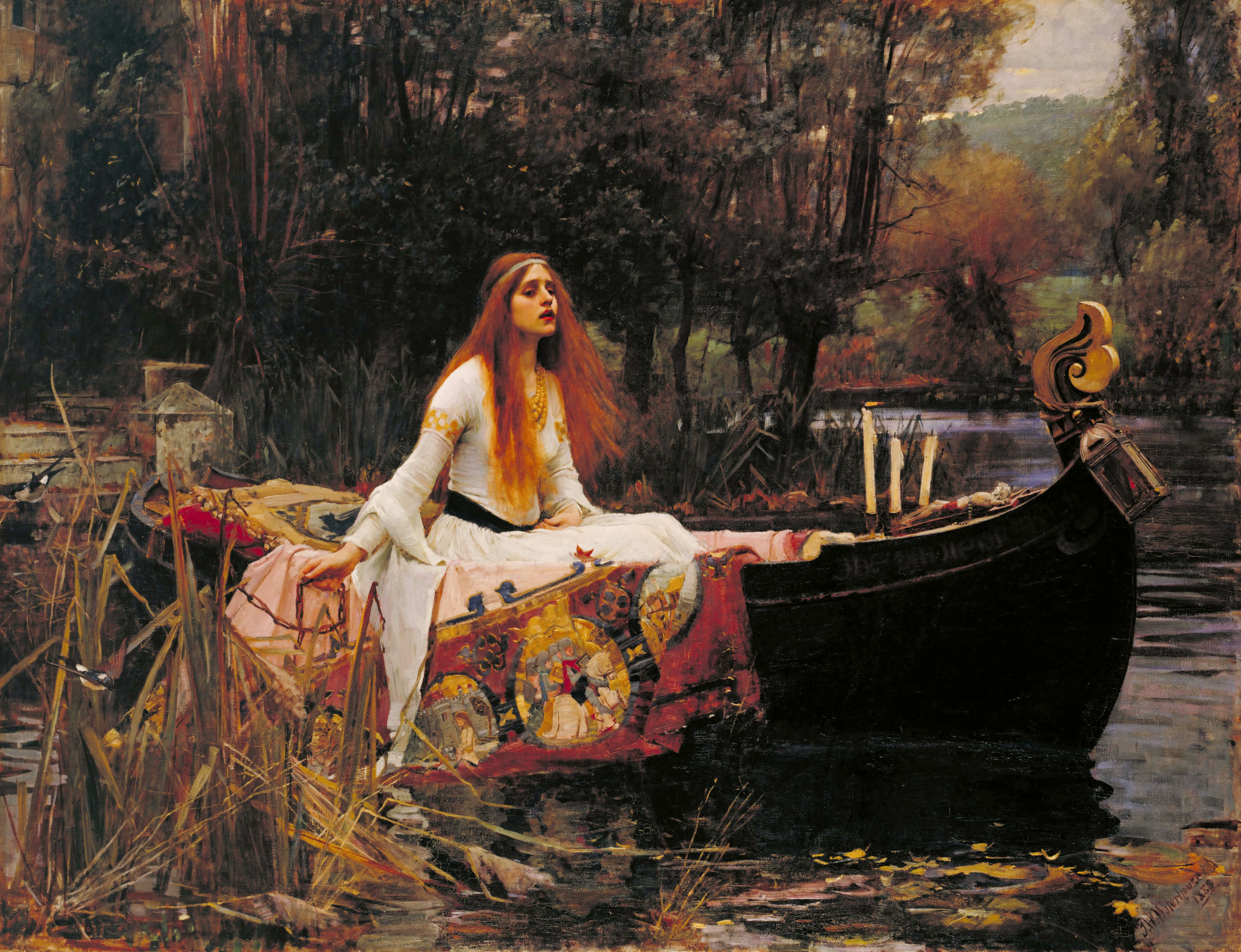
『シャロットの女』（ジョン・ウィリアム・ウォーターハウス画。1888年）

『薤露行』は、15世紀に成立したトマス・マロリーの『アーサー王の死』と、19世紀の詩人アルフレッド・テニスンの『国王牧歌』及び初期詩篇『シャロットの女』を漱石が自由に組み合わせ、変形した短編である。
『シャロットの女』については漱石は前書きで触れていないが、テニスンが1842年に発表したアーサー王物語詩のひとつで、日本では1896年に坪内逍遥が『シャロットの妖姫』として翻訳しており、現在確認できる日本最初のアーサー王物語関連の翻訳作品である。
また、『シャロットの女』はイギリスでラファエル前派を中心に多数の絵画が創作された題材だった。漱石のイギリス留学時代（1900年 - 1902年）には、ジョン・ウィリアム・ウォーターハウス（1849年 - 1917年）が制作活動しており、ウォーターハウスが1888年に描いた『シャロットの女』の油彩はテニスンの詩に基づく連作の一つである。この絵画は後にテイト・ギャラリーに寄贈され、同ギャラリーは1897年から開館している。漱石の蔵書にはテイト・ギャラリーのカタログが含まれており、実際にテイト・ギャラリーを訪れて購入したものと考えられる。つまり、漱石はこの『シャロットの女』を見ていた。
なお、シャロットの女とアストラットのエレーンはもともと同じ話であり、二人は同一人物である。アーサー王物語において、本作のように同一の作品で二人が別人格として登場することは稀有である。
同様に、地名のシャロット(Shalott)とアストラット(Astolat)も語源は同じであり、漱石はここからエシャロット(shallot)そして中国の薤との掛詞とすることを思いつき、『薤露行』と命名したものと考えられる。

### 苦悩するランスロット像
『薤露行』では、ギニヴィア（グィネヴィア）、シャロットの女、エレーンという3人の女性を描きながら、その対象であるランスロットの魅力を逆説的に浮かび上がらせている。漱石は、『薤露行』と同じ1905年に『幻影の盾』を執筆しており、こちらはアーサー王伝説に直接取材した作品とはいえないが、漱石が書いたもう一つの騎士道物語であり、主君への忠誠と激しい恋愛との狭間で苦悩する騎士の姿は『薤露行』のランスロットと共通している。
また、漱石が晩年近くに書いた『こゝろ』では、「お嬢さん」をめぐって「先生」とその幼馴染の「K」という三角関係が描かれ、アーサー王的位置にあったKが自殺した結果、先生（ランスロット）とお嬢さん（ギニヴィア）が結ばれてしまうという展開をたどる。このように、アーサー王伝説は日本で独自の解釈を経て造形され、浸透しているとも考えられる。
大岡は、『薤露行』のモチーフとプロットの構成から、解決されない最大のものとしてランスロットの行方を挙げている。シャロットの女の呪いを受けた彼は本来死ななければならない存在だが、最期の模様は書かれず、行方不明としてぼかされている。その理由として、ランスロットの死は、原作のアーサー王物語でランスロットがその後も活躍することと矛盾してしまうことがある。そこで大岡は、エレーンの小舟を導く白鳥をランスロットの化身とする解釈を示している。ランスロットには「白き兜の挿毛」という漱石独自の描写があり、白鳥に化身する伏線になり得る。また、漱石が1905年7月に『琴のそら音』を書いた雑誌「七人」には、「白鳥の騎士」を扱ったワーグナーの歌劇『ローエングリン』のテクストが掲載されていた。

### 『薤露行』に見る和漢洋の要素
ヨーロッパのファンタジーの日本への移入は、明治維新以降の西洋文化の流入とともに始まっており、日本のファンタジー作品としては、夏目漱石の前に泉鏡花（1873年 - 1939年）の『高野聖』（1900年）が挙げられる。飛騨山中を舞台とした『高野聖』は、筋立てを含めていかにも日本の土俗的な幻想譚であるが、物語に登場する女怪はギリシア神話のキルケーを彷彿とさせ、しかもその描き方は、ラファエル前派に見られるような、19世紀に流行したファム・ファタール（運命の女）的な構図に依っている。鏡花は12歳から16歳まで金沢の英和学校で学んでおり、宣教師の妹から西洋の神話や伝説などを教わっていた。
一方、1900年から1902年までイギリスに留学していた漱石は、同地で目の当たりにしたアーサー王伝説を、帰国後そのまま西洋の話として日本語の散文で書いた。ファンタジーの移入としては、鏡花と漱石は対照的な方法論を採ったというべきだろう。
『薤露行』の「鏡」の章のクライマックスは、シャロットの女に呪いがかかる場面であり、鏡はひび割れるだけでなく、氷を砕いたように粉々になり、絹布が鏡の鉄片とともに舞い上がり、糸は千切れて女の体中に「土蜘蛛の張る網の如く」まとわり付く。また、凶兆として鏡の面に霧や雲がかかる描写があるが、これらは能の『土蜘蛛』と関連がある。
「袖」の章に登場するエレーンは「白き胡蝶」と比喩されており、胡蝶は、土蜘蛛退治の源頼光が病を得たときに看病する役回りである。さらにエレーンはランスロットを思い乱れるうちに夢と現実を行き交い自問する。ここでは「胡蝶」から漢文学の「胡蝶の夢」へと連想が飛翔している。このことは、エレーンの死期が迫っていることも意味する。最終章の「舟」では、「散ればこそ又咲く夏もあり」として、エレーンの死が漢詩「薤露」の最後の意味である自然の再生力を示唆する。秋の季語であり、涙の比喩である「露」の言及が増していることもこの章の特徴であり、このように、漱石は和漢洋の各要素をこの作品に集合させている。

## 評価

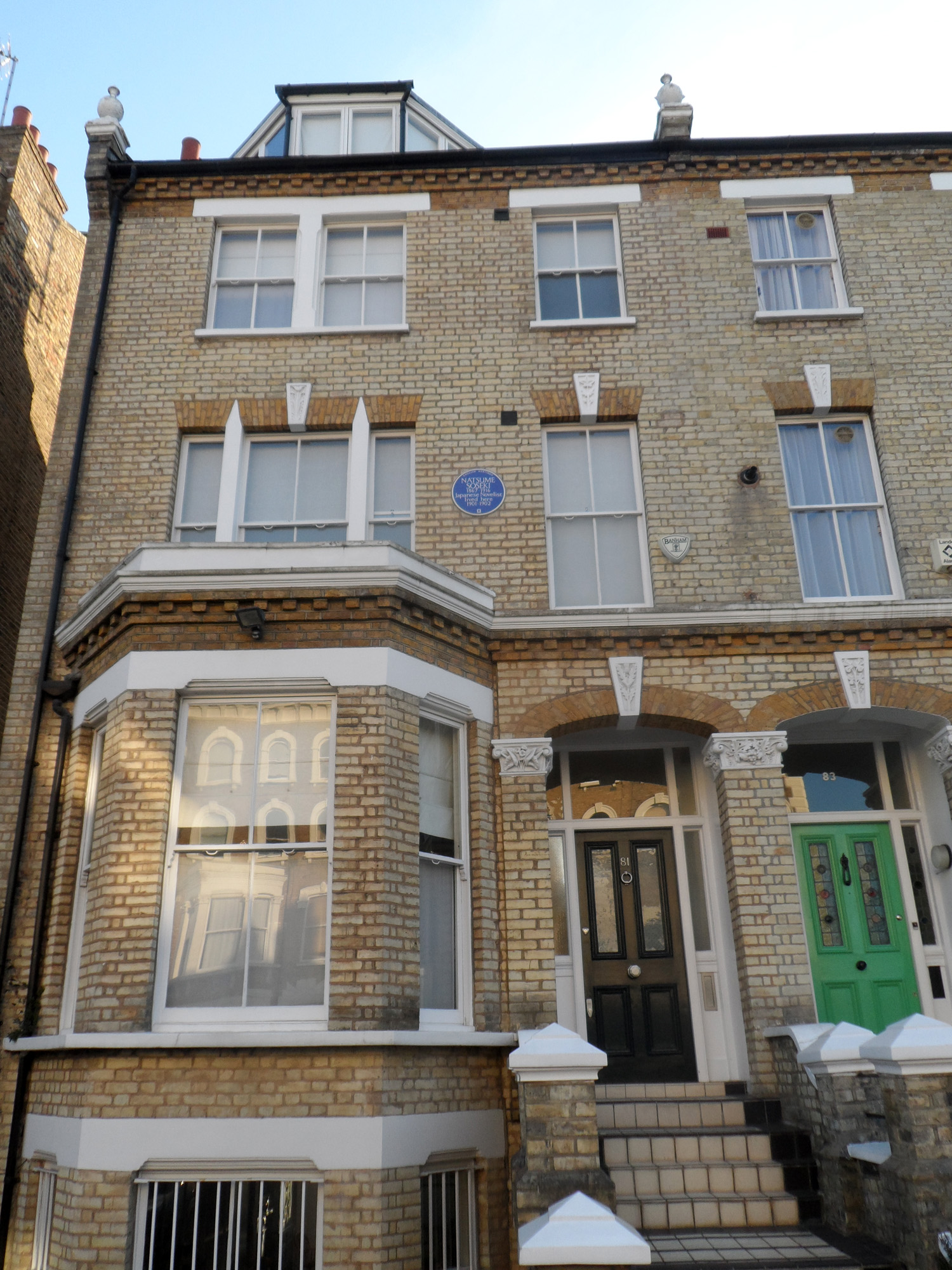
夏目漱石が留学生活を送ったロンドンの下宿先（1901年 - 1902年）

発表当時の反応として、漱石自身は上述の小宮豊隆に宛てた手紙に「薤露行を大変面白がってくれる青年が往々」おり、「聖書より尊し」とまでいってくれて「文士の名誉もこれに極まれるわけだ。」と報告している。また作品が掲載された翌月号である「中央公論」12月号では「『薤露行』のみ獨り異彩を放つ」、「詩の如き小節」と評されており、内田百閒も本作が大好評を博したと1906年に証言している。
1904年から1906年半ばにかけての約1年半の間、漱石は『吾輩は猫である』と同時期に『倫敦塔』、『カーライル博物館』、『幻影の盾』、『琴のそら音』、『一夜』、『薤露行』、『趣味の遺伝』の7つの短編を執筆し、さらに『坊つちやん』を書いている。江藤淳によれば、漱石の創作力が最初の奔出を示した時期であり、とりわけ漱石2冊目の著書となる『漾虚集』の諸作は、『吾輩は猫である』の世界のいわば「低音部」であり、『吾輩は猫である』の社会風刺に対して作者の内面にうがたれた実存的深淵の表現だとする。
これに対して大岡昇平は、『吾輩は猫である』以降の漱石の作家的才能の開花は、日本近代文学史の奇跡的現象とはいえるものの、『薤露行』ではまだ十分開花しきってはおらず、『漾虚集』は遅れた「若書き」ともいえる未熟さと生硬さを持っていると述べている。
夏目漱石は日本の近代文学を代表する小説家として知られ、『吾輩は猫である』、『坊つちやん』、『こゝろ』、『夢十夜』などの小説や「文学論」などの評論が明治以降の国語の教科書に採録されている。しかし『薤露行』については、アーサー王物語を題材とした日本初の創作という位置づけも持ちながら、他の作品と比べて知名度が低く、教科書の採録リストにも載っていない。
これには、まず題材の問題が考えられる。日本でのアーサー王伝説の認知度は低かった上、『薤露行』において、漱石は円卓の騎士ランスロットとアーサー王、王妃ギニヴィアの三角関係を盛り込んだ。大岡によれば、漱石が初めて姦通を扱った作品である。こうした「不道徳」さに加え、題名や文体が晦渋な印象を与えることも敬遠された理由と考えられる。
文学研究者の南谷覺正（1950年 -）は、『薤露行』で驚かされるのは、その幾重にも凝った文学的意匠であり、漱石が西洋文学（英文学）からいかに多くのものを摂取していたかを物語っていると述べる。しかもそれをさほどの違和感を感じさせることなく、擬古文体の日本語に盛り込む手際は、当時の日本において水際立っていたとし、例えば、「夢」の章の男女間の心理の交錯や「鏡」の章での虚実、「袖」の章のエレーンの内心に起こる彼我溶融や衣の袖を切り取る際に放つ「愛と死」の光芒、「罪」の章でのギニヴィアの罪悪感の描写などを挙げる。
また南谷によれば、漱石の独自性という点で、とくに注目すべきは「シャロットの女」の扱いである。すでに述べたように、シャロットの女とエレーンはアーサー王物語において同じ起源から分派した二つのヴァージョンだが、これを別人として登場させ、シャロットの女がランスロットに呪いを掛ける場面は、読者の知的探究心を刺激せずにはおかない。
すなわち、シャロットの女は、塔に閉じ込められて機を織っているが、彼女は鏡に映る世界をただ写すのではなく、鬱屈した情念を胸に、織物に象徴的な性格を与えていく。これによりシャロットの女は、「芸術家」の寓意にもなっている。またこのことは、漱石がイギリス留学中、小さな部屋にこもって、時には書籍代のために食費を節約し、缶入りのビスケットを齧りながら文学書を読んでは「蝿の頭」のような文字でメモを取り、ついに強度の神経衰弱にまで陥ったという伝記的事実を思い起こさせる。漱石が『薤露行』にシャロットの女を独立させて入れた背景には、彼女に当時の自分の姿を重ねたということがあったかもしれない。
これらにより南谷は、『薤露行』は、「西洋の伝説の東漸、漱石による日本語の新しい文学的テクストの創出、初期の漱石の文学的模索、絵画と文学という異種のメディアの交渉、人間としての漱石、漱石の生きた時代、伝記的事実とテクストの関係、そして祝福すべき解釈の豊饒性―そうした文学というメディアの複雑な生態を窺うには格好のテクストの一つになっている」とする。

## 論争
『薤露行』のテーマをめぐっては、江藤淳と大岡昇平との間に論争が起こっている。
江藤は、1975年9月に『漱石とアーサー王傳説―「薤露行」の比較文學的研究』と題する論文を東京大学出版会から刊行した。これは慶應義塾大学に提出された博士論文を単行本化したもので、「文芸評論家」が書いた学術論文として当時話題になった。
江藤の論文について、大岡は1975年11月21日付の朝日新聞夕刊に、『薤露行』の本文について校訂し、漱石による書き入れと傍線のある『アーサー王の死』を検査したことなどは成果としながらも、『薤露行』を「罪」と「死」と「破局」の物語として漱石の嫂である登世への挽歌であると結論していることは江藤の偏執による誤りとして批判を展開した。
これに対して江藤は12月1日付で反論、大岡は12月8日付で再び批判、と朝日新聞紙上で論争が交わされた。大岡はこの前後にも「江藤探偵の推理は、いわゆる見込み捜査」（11月3日日本文学協会での講演）、「一つの偏見に導かれた偏った論文」（12月1日成城大学での講義）などと批判を繰り返した。
なお、漱石の恋人に関しては、江藤は本論文に先立つ1970年に著書『漱石とその時代』において登世との不倫説を打ち出しており、これを否定する形で小坂晋による大塚楠緒子説が提起され、先に論争になっていた。
江藤の著書『漱石とアーサー王傳説』の解説を担当した美術史学者で東京大学教授（当時）の高階秀爾（1932年 - ）は、「この小品の意味を解き明かそうとする江藤氏の分析力はきわめて鋭利で、漱石の内部の最も根源的な部分にまで達しているため、それは漱石の全作品につながる、そしてさらには、漱石の人間の本質にまで迫る重要な問題を孕んでいるのである。」、「そしてこの『漱石とアーサー王傳説』において、それは、厳密な学問的基礎の上に立つひとつの説得力ある解答を与えられることとなったのである。」と評価している。
一方、立命館大学名誉教授の中原章雄は、「留学・論争・恋文　―夏目漱石『薤露行』の周辺―」と題した文で、「江藤のテニソンの読みでは、漱石の恋人=登世につながるのだが、テニソン観自体が、あまりにも江藤流になっているのではなかろうか。」、「大岡も指摘するように、江藤は漱石をあまりにも登世に関連づけて、ロンドンにおける漱石を描くのに片寄りが生じたのであろう。」と述べている。
また、群馬大学教授の南谷は、「江藤が伝記的事実を作品解釈に使おうとするのに対し、大岡がテクスト自体を重視し、伝記的事実を解釈に援用することを排斥する立場―つまりテクスト論的立場―に立っている」と指摘しつつ、「大方の読者は、江藤の気持ちは理解しつつも、登世への挽歌説は旗色が悪いと考えるのではなかろうか。」、「推測だがと断って補足的に記述すれば、読者はずっと受け入れやすくなるであろう。」と述べている。
江藤論文に資料提供の形で協力した英文学者の高宮利行（1944年 -）は、「学問的な論争は次第に感情的な争いになってしまったことが惜しまれる。それまで大岡と江藤は、互いの業績を高く評価していたからだ。」と述べている。高宮は大岡からも依頼を受けてウォーターハウスの「シャロットの女」の油彩（1888年）の資料調査をしており、このとき大岡は、江藤と高宮が同じ慶應義塾大学で厨川文夫教授の門下であったことから、高宮の立場を心配してくれたという。